# Vigo Challenger
Il Vigo Challenger è stato un torneo professionistico di tennis giocato su campi in terra rossa. Faceva parte dell'ATP Challenger Series. Si è tenuta la sola edizione del 1983 a Vigo in Spagna. Il circuito Challenger sarebbe ritornato a Vigo nel 2005, con la prima edizione del Concurso Internacional de Tenis - Vigo.

## Albo d'oro

### Singolare
| Anno | Campione     | Finalista     | Punteggio     |
| ---- | ------------ | ------------- | ------------- |
| 1983 | Henri De Wet | Pender Murphy | 1–6, 6–3, 6–3 |

### Doppio
| Anno | Campioni                    | Finalisti             | Punteggio     |
| ---- | --------------------------- | --------------------- | ------------- |
| 1983 | Lorenzo Fargas Gabriel Urpi | Iván Camus Raúl Viver | 6–4, 4–6, 6–2 |